# Symplocos adenopus
Symplocos adenopus là một loài thực vật có hoa trong họ Dung. Loài này được Hance miêu tả khoa học đầu tiên năm 1883.